# Rachid Meziane
Rachid Meziane (* 10. Februar 1980 in Clermont-Ferrand) ist ein französischer Basketballtrainer.

## Werdegang
Meziane verfügt über marokkanische Wurzeln.
Nach Stationen im Jugendbereich sowie als Assistenztrainer bei Challes-les-Eaux Basket war Meziane von 2012 bis 2017 hauptverantwortlicher Trainer der Frauen von Cavigal Nice Basket 06. 2013 wurde er mit Cavigal Zweiter der zweiten französischen Liga, 2015 gelang ihm mit dem Verein als Meister der Erstligaaufsteiger.
Bei Basket Lattes-Montpellier MMA war er ab 2017 als Cheftrainer tätig, im November 2018 wurde Meziane entlassen. 2019 trat er das Traineramt bei Entente sportive Basket de Villeneuve-d'Ascq - Lille Métropole (ESBVA-LM) an. In der Saison 2023/24 erreichte er mit ESBVA-LM das Endspiel der Euroleague, das gegen Fenerbahçe Istanbul verloren wurde. Im Mai 2024 gewann er die französische Meisterschaft. In der Euroleague wurde Meziane als bester Trainer der Saison ausgezeichnet.
Anfang Dezember 2024 wurde sein Wechsel in die Vereinigten Staaten bekannt: Die Connecticut Sun aus der WNBA vermeldete die Verpflichtung des Franzosen mit Dienstbeginn im Januar 2025. Meziane wurde der zweite französische Cheftrainer in der WNBA-Geschichte nach James Wade.

### Nationalmannschaft
Von 2014 bis 2021 war Meziane Assistenztrainer der französischen Frauen-Nationalmannschaft.
Im Januar 2022 wurde er Assistenztrainer von Valéry Demory bei der belgische Frauen-Nationalmannschaft. Im November desselben Jahres löste er Demory als Cheftrainer ab. Im Juni 2023 führte Meziane die Belgierinnen zum Gewinn des Europameistertitels. Seine Tätigkeit beim belgischen Verband endete 2024 mit seinem Wechsel in die WNBA.

### Erfolge
Als Co-Trainer:
- Bronzemedaille bei den Olympischen Sommerspielen 2020
- Silbermedaille bei den Europameisterschaften 2015, 2017, 2019, 2021

Als Cheftrainer:
- Europameister 2023
- Französischer Meister 2024
- Französischer Zweitligameister 2015